# Myrmochanes hemileucus
Myrmochanes hemileucus (назва виду рос. чёрно-белая муравьянка) — вид горобцеподібних птахів родини Thamnophilidae, що виділяється в монотипний рід Myrmochanes. Вона живе у вологих низовинних лісах і чагарникових місцевостях островів (на висоті 300 метрів над рівнем моря) вздовж річкок на північному сході Еквадору (Напо), в Перу (Напо, Укаялі), на заході Бразилії (Солімойнс, Мадейра) і на півночі Болівії (Бені). Довжина тіла — 11,5 см. Пісня птаха у вигляді короткого дудіння — «ту-ту-у-у-у», або дуже коротке — «тідеррру».
Дзьоб прямий і довгий. Хвіст короткий, з білим кінчиком. Зверху птах має чорне оперення, знизу — біле; гузка сіра. Верхні криючі пір'я крил в білих плямах.